# Catacocha
Catacocha, también conocida como San Pedro de Catacocha es una ciudad ecuatoriana; cabecera cantonal del Cantón Paltas, así como la quinta urbe más poblada de la Provincia de Loja. Se localiza al sur de la Región interandina del Ecuador, en los flancos de la cordillera occidental de los Andes, asentada en una meseta junto al cerro Pisaca, a una altitud de 1850 msnm y con un clima templado de 20,9 °C en promedio. En el censo de 2022 tenía una población de 7831 habitantes, lo que la convierte en la centésima décima cuarta ciudad más poblada del país. 

## Historia
En los primeros años de la Real Audiencia de Quito pasó a formar parte del Corregimiento de Loja, y proclamada la independencia, fue cantonizada el 25 de junio de 1824, de acuerdo con la Ley de División Territorial de Colombia expedida por el General Francisco de Paula Santander.
El nombre Catacocha es eminentemente indígena; existen algunas versiones de su nombre:
- Se dice que una pareja de indios al pasar por estos lugares se sorprendieron por la laguna, la india resbaló y creyendo que estaba junto a un dios pronunció “tayta cocha” que quiere decir “padre lago”, ya con la venida de los españoles se dio por llamarle Catacocha y más tarde villa de San Pedro de Catacocha.

- Proviene de la lengua palta  “catay = aqui y cocha = laguna”que significa aquí laguna.

El 24 de mayo de 1994, el Instituto Nacional de Patrimonio Cultural declaró a Catacocha como Patrimonio Cultural de la Nación, debido a sus particulares y atractivas costumbres, tradiciones, gastronomía, variedad de climas, su riqueza arqueológica y paleontológica y sus viviendas de estilo colonial. Habiendo sido gestor y mentalizador de dicha declaración el Hno. Joaquín Liébana Calle.

## Turismo
El  clima  de Catacocha  es relativamente cálido y seco, gozando  de  buen  tiempo  casi todo el año, por tal razón es un afamado destino turístico de la región, reconocido principalmente por sus miradores, balnearios, lugares de aventura, senderismo y montañismo.
También destaca turísticamente por su patrimonio histórico conservado, siendo en otras épocas el hogar de  nobles  familias  de origen ibérico,  destacable  es  también  el hecho de haber dado luz a muchos personajes ilustres,  el arraigo de costumbres  y  tradiciones  para  toda  la provincia de Loja  como el lenguaje,  la gastronomía,  la música,  siendo catalogada como la cuna de la cultura lojana.
Catacocha, cabecera cantonal de Paltas, Loja, fue designada Patrimonio Cultural del Ecuador el 25 de mayo de 1994  (por Fausto Segovia Baus, Ministro de Educación y Cultura de ese tiempo), como reconocimiento a su riqueza arquitectónica, paisaje, arqueología e historia. 
En ese sitio se asentó uno de los pueblos preincaicos más importantes, los paltas. Fueron una tribu que se opuso tenazmente a la expansión del Tahuantinsuyo, inclusive colaboraron con la colonización realizada por los españoles.
En  este  sitio  sobresalen  también las innumerables obras de arte arquitectónico, escultórico y pictórico de los siglos coloniales. Asimismo, los libros, los documentos y demás objetos reflejan el estilo de vida, que impuesto por los conquistadores españoles, llegó a mestizarse con el indígena palta y darle a este cantón sus actuales características culturales.

## Geografía
La geografía esta conformada por un paisaje de matorral y dehesa, las inmediaciones de la ciudad poseen un relieve colinado y erosionado, la vegetación es predominantemente arbustiva y xerófila y se compone de acacias, faiques, algarrobos, eucaliptos, ceibos, toda clase de pencos y cactus, arrayanes y cedros.

## Clima
Catacocha tiene un clima subtropical seco, con una temperatura promedio de 20 °C, en verano las temperaturas son elevadas y el clima es cálido y seco, mientras en invierno el clima es más fresco; la insolación, el viento y los chubascos violentos que barren las vertientes son los eventos naturales que tienen mayor importancia en Catacocha.
La lluvia esta distribuida en pocos meses al año y el resto del tiempo es seco y bastante soleado.
| Parámetros climáticos promedio de Catacocha, Ecuador | Parámetros climáticos promedio de Catacocha, Ecuador | Parámetros climáticos promedio de Catacocha, Ecuador | Parámetros climáticos promedio de Catacocha, Ecuador | Parámetros climáticos promedio de Catacocha, Ecuador | Parámetros climáticos promedio de Catacocha, Ecuador | Parámetros climáticos promedio de Catacocha, Ecuador | Parámetros climáticos promedio de Catacocha, Ecuador | Parámetros climáticos promedio de Catacocha, Ecuador | Parámetros climáticos promedio de Catacocha, Ecuador | Parámetros climáticos promedio de Catacocha, Ecuador | Parámetros climáticos promedio de Catacocha, Ecuador | Parámetros climáticos promedio de Catacocha, Ecuador | Parámetros climáticos promedio de Catacocha, Ecuador |
| Mes                                                  | Ene.                                                 | Feb.                                                 | Mar.                                                 | Abr.                                                 | May.                                                 | Jun.                                                 | Jul.                                                 | Ago.                                                 | Sep.                                                 | Oct.                                                 | Nov.                                                 | Dic.                                                 | Anual                                                |
| ---------------------------------------------------- | ---------------------------------------------------- | ---------------------------------------------------- | ---------------------------------------------------- | ---------------------------------------------------- | ---------------------------------------------------- | ---------------------------------------------------- | ---------------------------------------------------- | ---------------------------------------------------- | ---------------------------------------------------- | ---------------------------------------------------- | ---------------------------------------------------- | ---------------------------------------------------- | ---------------------------------------------------- |
| Temp. máx. abs. (°C)                                 | 28.0                                                 | 27.5                                                 | 28.0                                                 | 28.0                                                 | 27.6                                                 | 27.6                                                 | 26.5                                                 | 28.2                                                 | 29.0                                                 | 32.1                                                 | 35.2                                                 | 32.6                                                 | 29.1                                                 |
| Temp. máx. media (°C)                                | 25.5                                                 | 24.5                                                 | 25.5                                                 | 25.7                                                 | 25.9                                                 | 25.5                                                 | 25.9                                                 | 26.0                                                 | 27.5                                                 | 27.5                                                 | 27.9                                                 | 27.5                                                 | 27.3                                                 |
| Temp. media (°C)                                     | 20.5                                                 | 20.4                                                 | 20.6                                                 | 20.5                                                 | 20.6                                                 | 19.5                                                 | 19.2                                                 | 20.1                                                 | 20.9                                                 | 21.2                                                 | 21.5                                                 | 21.3                                                 | 20.9                                                 |
| Temp. mín. media (°C)                                | 16.0                                                 | 16.0                                                 | 16.0                                                 | 16.0                                                 | 15.7                                                 | 15.1                                                 | 15.0                                                 | 15.7                                                 | 16.0                                                 | 16.0                                                 | 16.0                                                 | 16.0                                                 | 16.0                                                 |
| Temp. mín. abs. (°C)                                 | 13.0                                                 | 13.0                                                 | 13.0                                                 | 13.0                                                 | 12.0                                                 | 12.0                                                 | 11.0                                                 | 12.0                                                 | 13.0                                                 | 13.0                                                 | 13.0                                                 | 13.0                                                 | 13.0                                                 |
| Precipitación total (mm)                             | 97                                                   | 144                                                  | 200                                                  | 84                                                   | 23                                                   | 7.1                                                  | 3.2                                                  | 0.5                                                  | 0.6                                                  | 18.5                                                 | 15                                                   | 27                                                   | 600                                                  |
| Días de precipitaciones (≥ 1.0 mm)                   | 18                                                   | 23                                                   | 26                                                   | 14                                                   | 8                                                    | 3                                                    | 1                                                    | 0                                                    | 1                                                    | 2                                                    | 2                                                    | 4                                                    | 102                                                  |
| Fuente n.º 1: World Meteorological Organization      |                                                      |                                                      |                                                      |                                                      |                                                      |                                                      |                                                      |                                                      |                                                      |                                                      |                                                      |                                                      |                                                      |
| Fuente n.º 2: NOAA                                   |                                                      |                                                      |                                                      |                                                      |                                                      |                                                      |                                                      |                                                      |                                                      |                                                      |                                                      |                                                      |                                                      |